# Maximilian Ulysses Browne
Maximilian Ulysses hrabě Browne, baron z Camus a Mountany (23. října 1705 Basilej – 26. června 1757 Praha) byl rakouský šlechtic a polní maršál irského původu. Proslavil se především svými vojenskými úspěchy při vedení rakouské císařské armády ve válkách o rakouské dědictví a sedmileté války, především v bitvách s Prusy. Byl vážně raněn během bitvy u Štěrbohol 6. května 1757, na následky svých zranění pak po šesti týdnech v Praze zemřel.

## Život

### Původ a raná kariéra
Jeho rodiče byli Ulysses (von) Browne (1659–1731) a Annabella Fitzgeraldová. Rodina pocházela z irského Limericku, z katolického Irska emigrovala do Rakouska koncem 17. století po Jakobitské vzpouře (1689–1691). Řada jejích příslušníků pak nastoupila do vojenské služby na kontinentu, jeho strýcem byl ruský polní maršál Georg Browne. Maximillian ve velmi mladém věku vstoupil do rakouské císařské armády a již při prvních nasazeních se vyznamenal ve válce o polské dědictví, v Itálii v roce 1734, v Tyrolsku v roce 1735 a v turecké válce 1737–1739. V roce 1739 byl členem Dvorské válečné rady, stal se polním podmaršálem a získal nejvyšší velení v Rakouskem ovládaném Slezsku.

### Válka o rakouské dědictví
Když po nástupu císařovny Marie Terezie v roce 1740 vtrhl do země Fridrich II., musel Browne ustoupit ze Slezska na Moravu a poté odtud koncem března s polním maršálem hrabětem Neippergem, odtud pak znovu vpadl do Slezska. Zde 10. dubna 1741 vedl pravé křídlo v bitvě u Mollwitzu a byl při tom zraněn, pod velením Karla Alexandra Lotrinského se též zúčastnil pro Rakousko prohrané bitvy u Chotusic nedaleko Kutné Hory v květnu 1742.

Po uzavření Vratislavského míru čelil jednotkám francouzské armády v Čechách pod velením generála Khevenhüllera během francouzsko-sasko-bavorské okupace Prahy a poté v Itálii za knížete Lobkowicze proti Španělům, kde 11. srpna 1744 provedl útok na Velletti. V roce 1745 velel znovu v Bavorsku, poté povýšen na polního zbrojmistra po bojích na Rýně a od roku 1746 do 1748 působil opět v Itálii s armádou 30 000 mužů. Tam dobyl Guastallu a Parmu, obsadil Janov, jako zástupce nového vrchního velitele v severní Itálii knížete Lichtenštejna rozhodl o vítězství u Piacenzy. Poté vpadl do francouzské Provence a pokusil se neúspěšně dobýt Toulon. Ve Francii jej také roku 1748 zastihl konec války. Roku 1749 byl jmenován vojenským hejtmanem Transylvánie a pověřen generálním velením v Čechách. V roce 1754 získal hodnost císařského polního maršála.

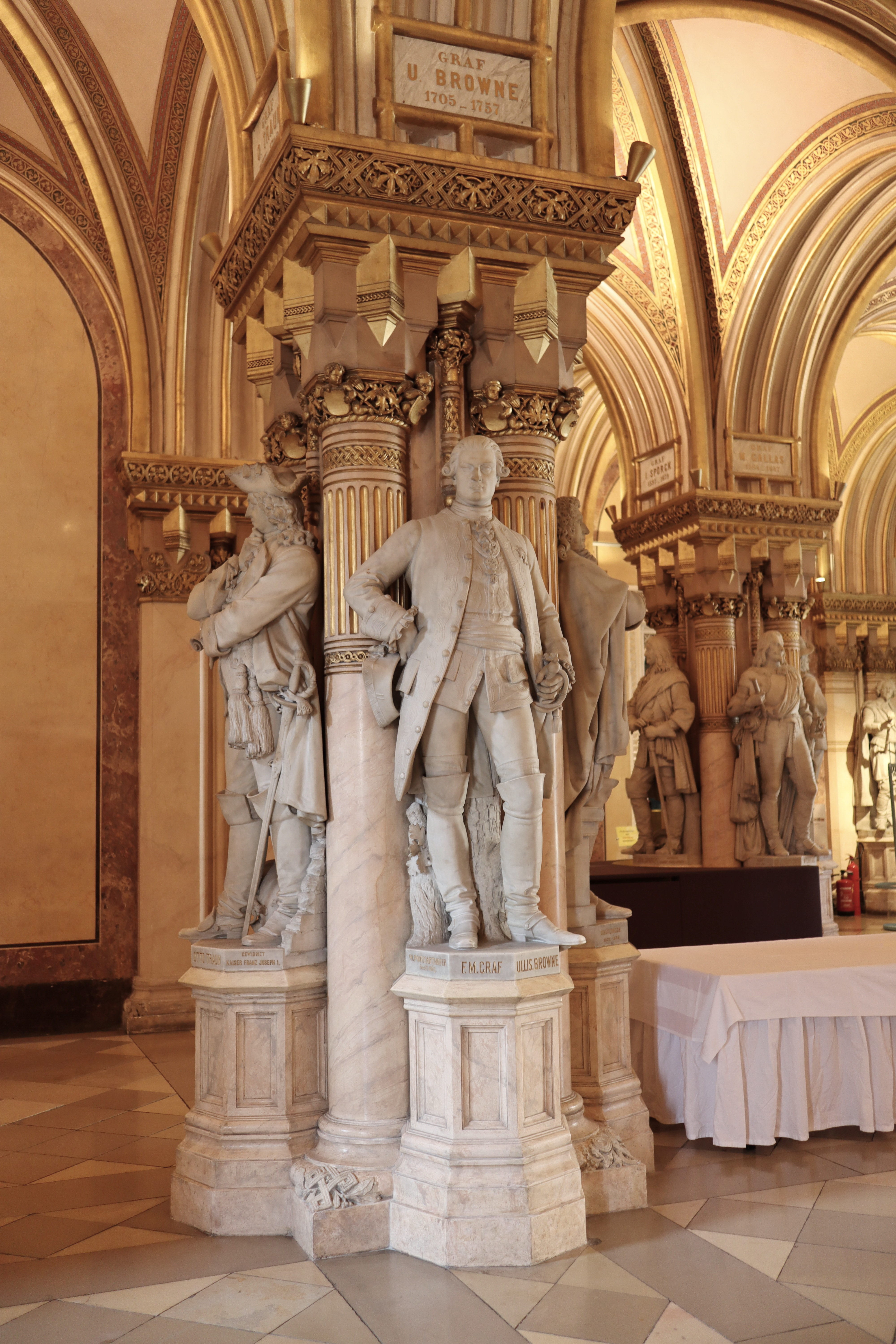
Socha Maximiliana Ulyssese Browna v Hofwaffenmuseums ve Vídni z roku 1867

### Sedmiletá válka
Po vypuknutí sedmileté války byl postaven do čela armády, která se shromáždila na obranu před invazí Fridricha II. na severu Čech Bitva u Kolína. V říjnu 1756 utrpěl od Fridricha porážku v bitvě u Lovosic, avšak po dlouhém boji a těžkých ztrátách na obou stranách. Toto nepřesvědčivé pruské vítězství pak znemožnilo další tažení do vnitrozemí Čech.
Poté se Browne pokusil postoupit do Saska na pravém břehu Labe a zničit s Pruskem spojeneské saské vojsko uvězněné poblíž Pirny, ale to se nezdařilo. Poté, co Fridrich II. s armádou opustil Čechy, Browne přezimoval s vojskem v Praze. Když na začátku února 1757 přijel do Vídně, aby se zúčastnil jednání dvorské válečné rady o plánu další kampaně, dostalo se mu nejcennějšího přijetí na dvoře, ale rada jeho návrh hlavní ofenzívy proti Sasům nepřijala.
Bojové akce roku 1757 zahájil Fridrich II., který nečekal na soustředěný úder koalice evropských panovníků a rozhodl se zničit rakouskou armádu ještě v zimních kvartýrech. V dubnu vpadl třemi pochodovými proudy na území Čech a překvapené rakouské oddíly tlačil směrem k české metropoli. Pouze při střetnutí u Liberce byl rakouský sbor hraběte Königsegga schopen klást jednotkám polního maršála Augusta Viléma von Braunschweig-Beverna spořádaný odpor.

### Bitva u Štěrbohol
Rakušané ustupující od Budyně se u Prahy shromáždili mezi 1. a 2. květnem a z rozhodnutí polního maršála Browna rozložili tábor na bělohorské pláni. Po následné výměně Browna v pozici vrchního velitele rakouských ozbrojených sil za vévodu Karla Lotrinského došlo ke změně lokace bitvy, což částečně předznamenalo následnou rakouskou porážku. V následně vypuklé bitvě u Štěrbohol 6. května 1757 Browne pod vrchnim velením prince Karla Lotrinského rychle přijal opatření k odvrácení pokusu o obklíčení Prusů a velkou statečností odrazil první útok generála Kurta Christopha von Schwerina. Během boje byl zasažen dělovou koulí do stehna, která mu amputovala nohu. Browne byl převezen do Prahy, kam se poražená rakouská armáda stáhla. Nadále se podílel na velení a odmítl požadavek, aby se město vzdalo.
Zemřel na následky svých zranění 26. června 1757 v Praze. Pohřben byl v kapucínském kostele sv. Josefa na Novém Městě.

### Rodina

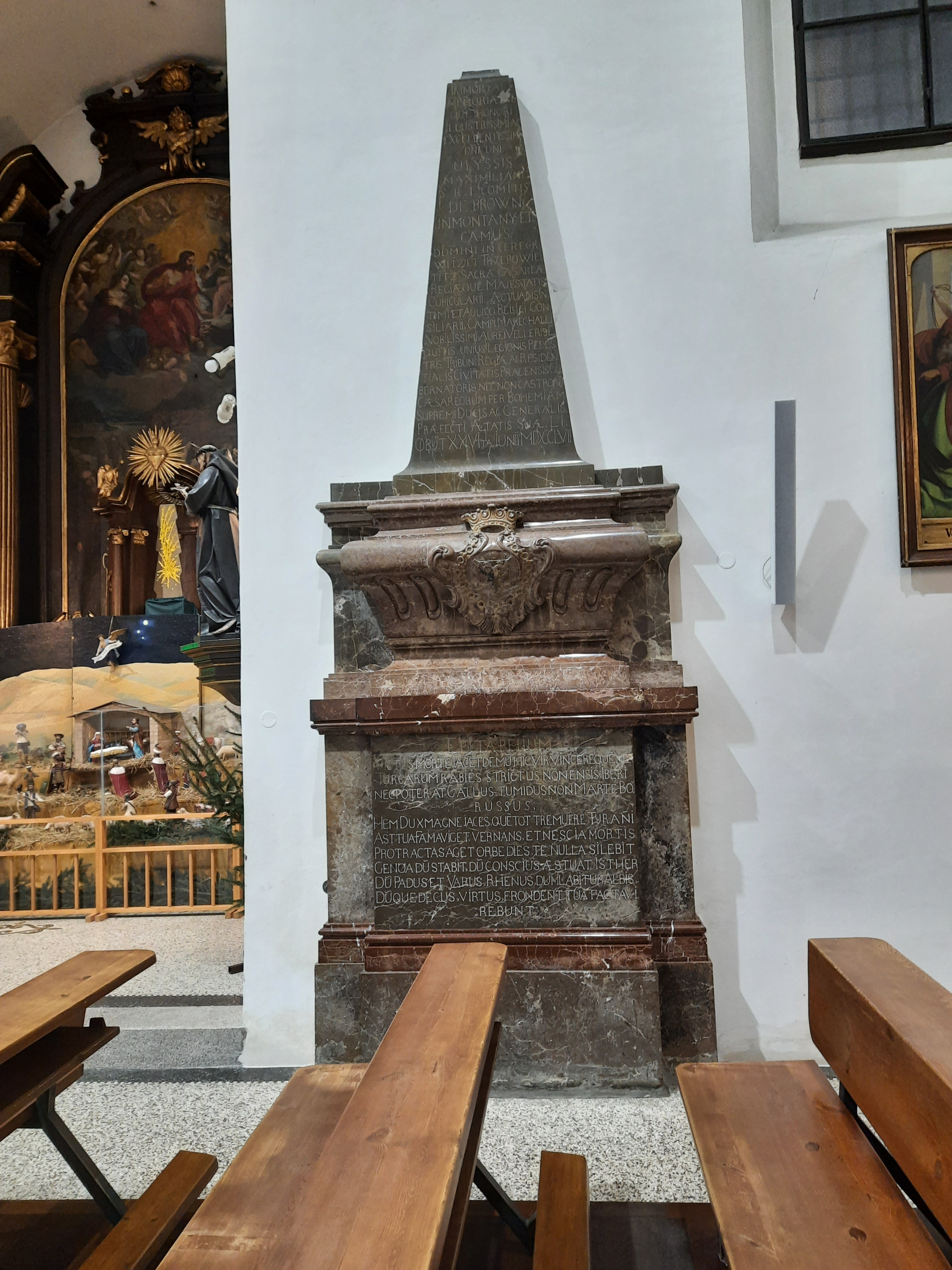
Hrobka maršála Browneho v Kapucínském kostele sv. Josefa na Novém Městě pražském

Rod Brownů proslavili v rakouské armádě též další jeho příslušníci. Maximiliánův otec Ulysses a jeho strýc Georg byli v roce 1716 rakouským a římským císařem Karlem VI. jmenováni svobodnými pány Svaté říše římské (Freiherr von Browne). Maximiliánovi bratři byli dobrými přáteli Johna Churchilla, 1. vévody z Marlborough, který se již proslavil na bojištích v Německu. Jeho sestra Barbara (1700 Limerick 16. září 1751 v Mantově) byla manželkou generála Francise Patricka Freiherr von O'Neillana (4. října 1671 v Dysert – 3. října 1734 v Mantově), který rovněž sloužil v císařské armádě.
Od roku byl 1726 ženatý s Marií Filipou z Martinic (1705–). Jejím otcem byl Jiří Adam II. Bořita z Martinic, místokrál Neapole. Syn Philipp (2. června 1727 – 19. prosince 1803) se v roce 1777 oženil s hraběnkou Annou Marii von Sztaray, mladší Josef Ulysses (1728 – 13. října 1758) byl rovněž vojenským důstojníkem a padl v bitvě u Hochkirchu.

### Ocenění
Císařským usnesením Františka Josefa I. ze dne 28. února 1863 byl Maximilian Ulysses Browne prohlášen „proslulým věčnou emulací hodnou válečníků a generálů Rakouska“ . Na jeho počest a památku byla vztyčena jeho socha v životní velikosti ve Feldherrenhalle tehdy nově postavené Císařské zbrojnici (později Hofwaffenmuseums, Rakouské vojenské muzeum ve Vídni). Sochu vytvořil v roce 1867 sochař Matthias Purkhartshofer (1827–1893) z kararského mramoru, její pořízení financoval sám císař František Josef. 